# Laer
Laer (spreek uit Laar) is een plaats en gemeente in de Duitse deelstaat Noordrijn-Westfalen, gelegen in de Kreis Steinfurt. De gemeente Laer telt 6.700 inwoners (31 december 2020) op een oppervlakte van 35,03 km².
De gemeente Laer bestaat sinds de gemeentelijke herindeling van 1969 uit de plaatsen Laer en Holthausen. Holthausen vormt de uiterste zuidpunt van de gemeente en had rond het jaar 2000 ongeveer 600 inwoners.

## Infrastructuur, economie
De gemeente ligt ietwat afgelegen, ten zuiden van Borghorst, gemeente Steinfurt, en ten westen van Altenberge. Grote hoofdwegen en spoorlijnen zoekt men er vergeefs. Van de Bundesstraße 54 kan men bij Altenberge of Borghorst binnenwegen naar Laer nemen. In deze twee plaatsen bevinden zich ook de dichtst bij Laer liggende spoorwegstations.
Openbaar vervoer is nagenoeg geheel beperkt tot de, wel tamelijk frequent rijdende, streekbus, die de ene kant op naar Vreden en Ahaus, en de andere kant op naar de stad Münster rijdt.
Aan de noord- en noordoostkant van Laer ligt een vrij uitgestrekt bedrijventerrein voor lokaal en regionaal midden- en kleinbedrijf.

## Geschiedenis
De gemeente is tot aan de Napoleontische tijd vrijwel voortdurend onder controle geweest van het Prinsbisdom Münster. De reformatie van de 16e eeuw had er dan ook weinig effect op de kerkelijke gezindte van de inwoners. In 2011 was nog steeds bijna twee-derde van de totale bevolking rooms-katholiek.  
Hoewel de gemeente na de Tweede Wereldoorlog sterk gegroeid is, onder meer door instroom van Heimatvertriebene uit onder andere Silezië en Oost-Pruisen direct na de oorlog en van woonforensen met een werkkring in steden in de omgeving, hebben Laer en Holthausen het karakter van rustige Westfaalse boerendorpen weten te behouden.

### Het dorp Laer zelf
Laer wordt in een oorkonde van bisschop Werner van Steußlingen uit 1134 voor het eerst vermeld.
Hoezeer het plaatselijke Westfaals dialect op Nederlands lijkt, is af te lezen uit de inscriptie op de eerste steen van de Sint-Bartholomeüskerk (bouwjaar 1485) in het dorp. De zin "IN'T JOER 1484 UN EEN LAG HENRICH VALCK DEN EERSTEN STEEN" is in de hal in de kerktoren voor iedereen zichtbaar.
Tot in de 18e eeuw heeft een adellijk geslacht Von Valcke in Laer gewoond. Om deze reden is de afbeelding van een valk in het gemeentewapen opgenomen.
Laer en omgeving werden in 1592 geplunderd door soldatenbendes. Deze soldaten waren Spanjaarden, die tegen de Republiek der Nederlanden vochten in de Tachtigjarige Oorlog, en regelmatig in deze streek op rooftocht waren. Van omstreeks 1860 tot 1983 kende Laer enige textielindustrie, waaronder een fabriek van dekbedden.

### Holthausen

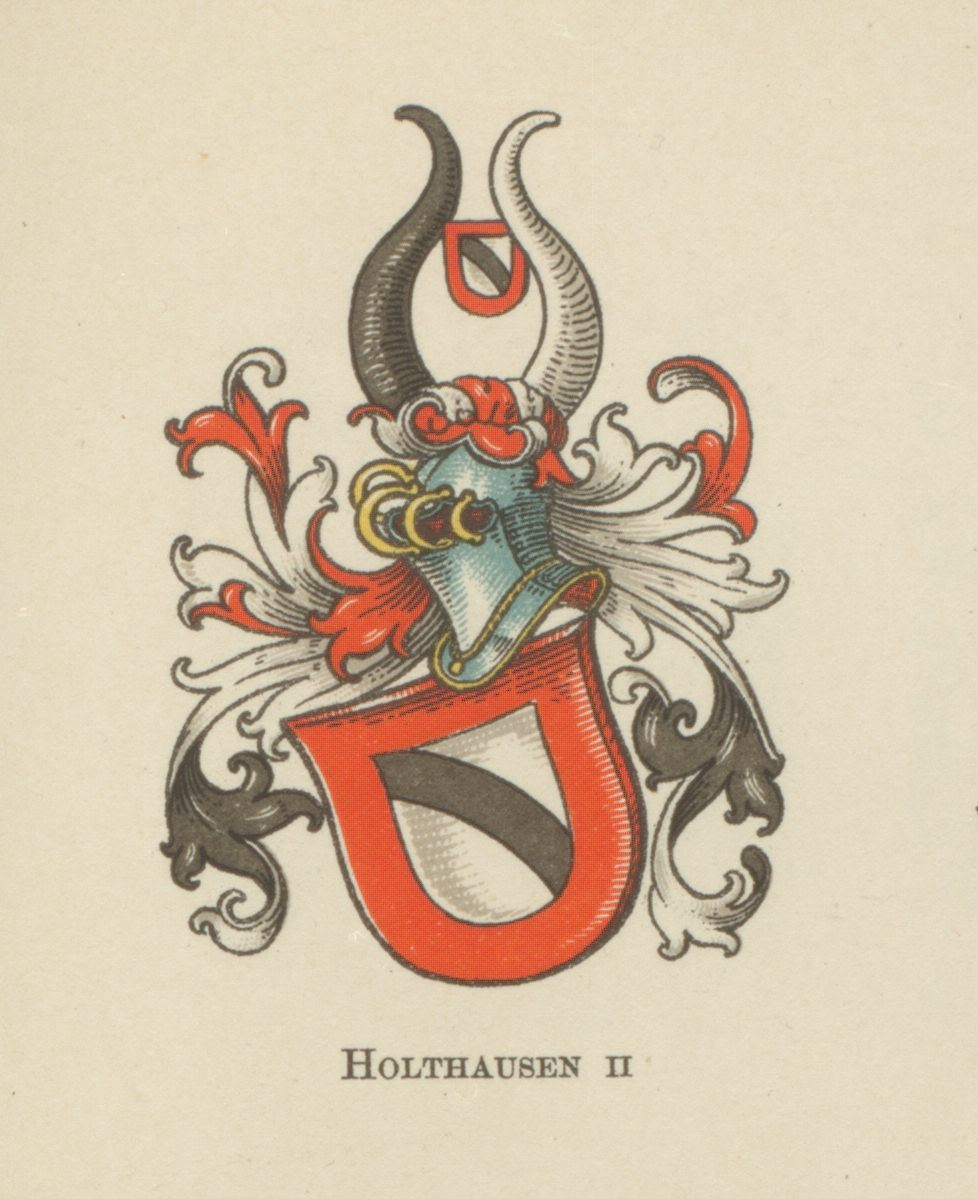
Wapen van de Ridders van Holthusen uit Holthausen

Holthausen ontstond als dorp rondom een in 1040 voor het eerst in een document vermelde grote hoeve die aan het Ueberwasser-klooster van Münster toebehoorde. De bisschop van Münster beschikte, dat een ridderlijk geslacht Von Holthusen er een stenen huis zou bouwen, en het dorp en zijn omgeving uit 's bisschops naam zou gaan besturen. Holthausen werd in 1590 geplunderd door de Spanjaarden, zie hierboven. In 1771 werd het plaatsje door een grote dorpsbrand verwoest.

## Bezienswaardigheden
- Enige fiets- en wandelroutes, zie: Münsterland
- Holskenmuseum te Laer, een historische klompenmakerij
- De oude windmolen, die met de schilderachtige molenvijver midden in Laer staat, is niet meer maalvaardig; de wieken werden in 2022 vernieuwd.
- De rooms-katholieke dorpskerken van zowel Laer als Holthausen hebben een interessant interieur met enige 17e- en 18e-eeuwse heiligenbeelden en andere religieuze voorwerpen.
- Het raadhuis van de gemeente is gedeeltelijk gevestigd in een oorspronkelijk uit 1599 daterende en later ingrijpend verbouwde grote boerderij.

## Foto's

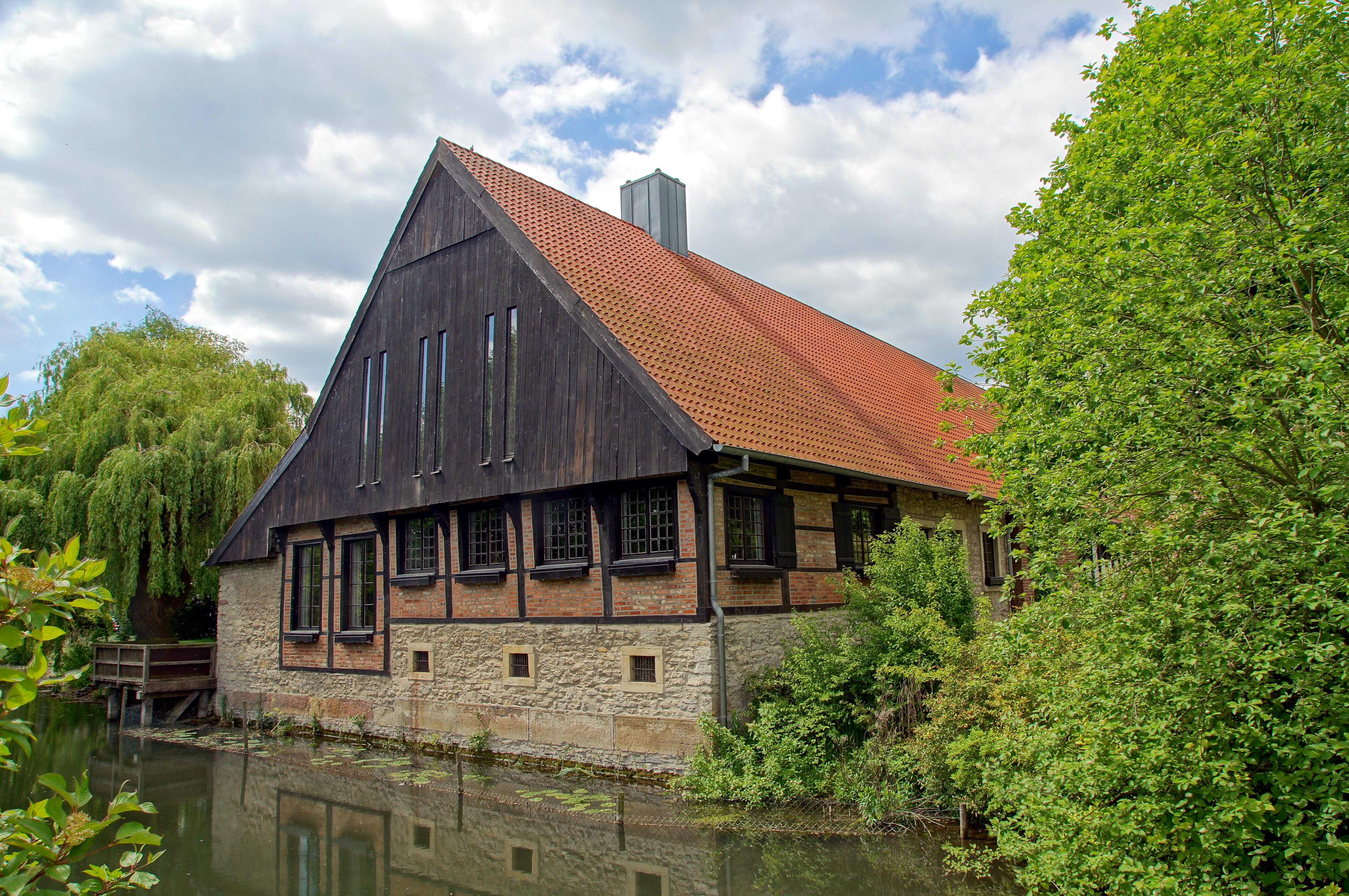
Laer, raadhuis (1599) aan de molenvijver
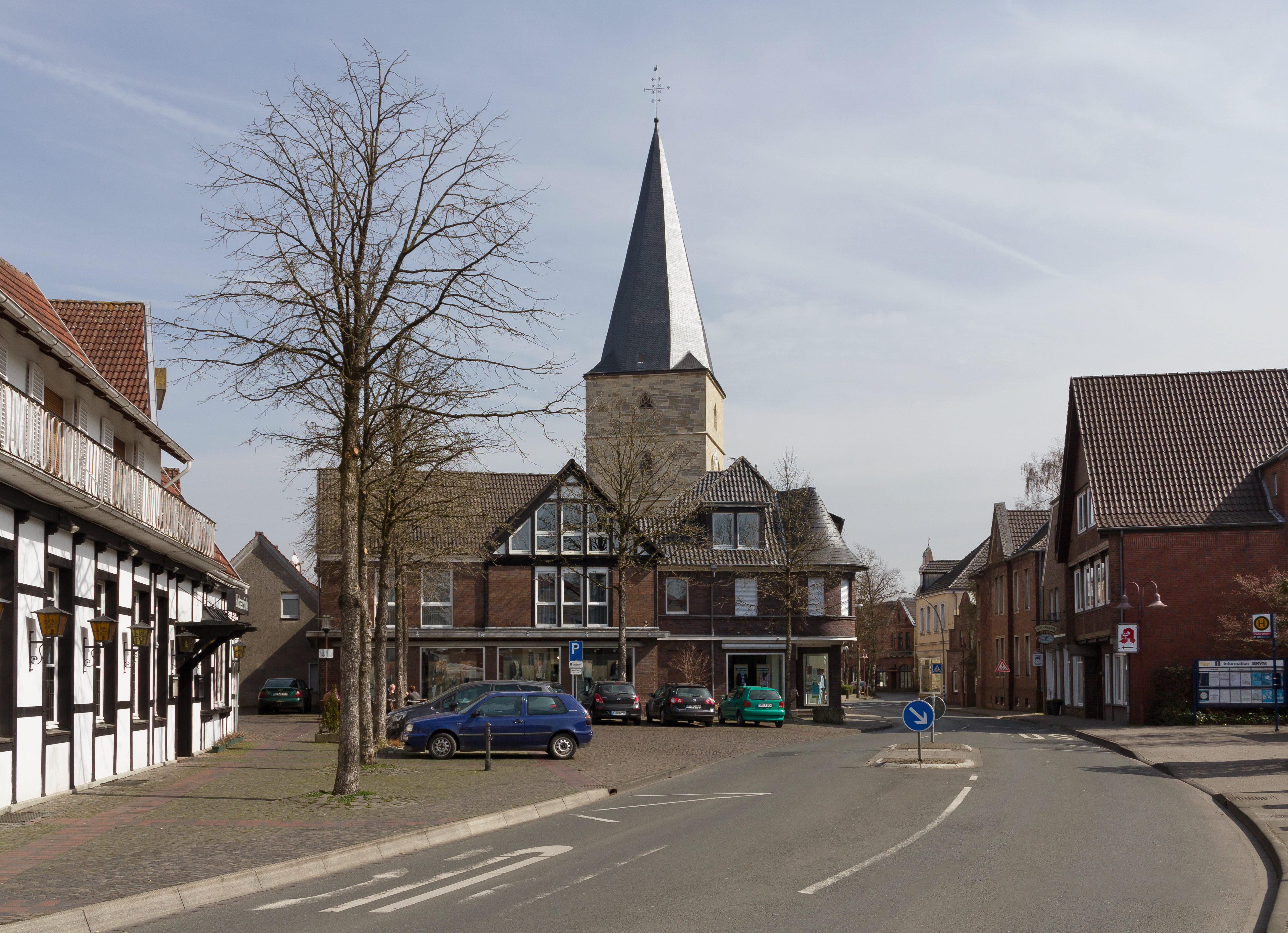
Laer, R.K. Sint-Bartholomeüskerk (1485)
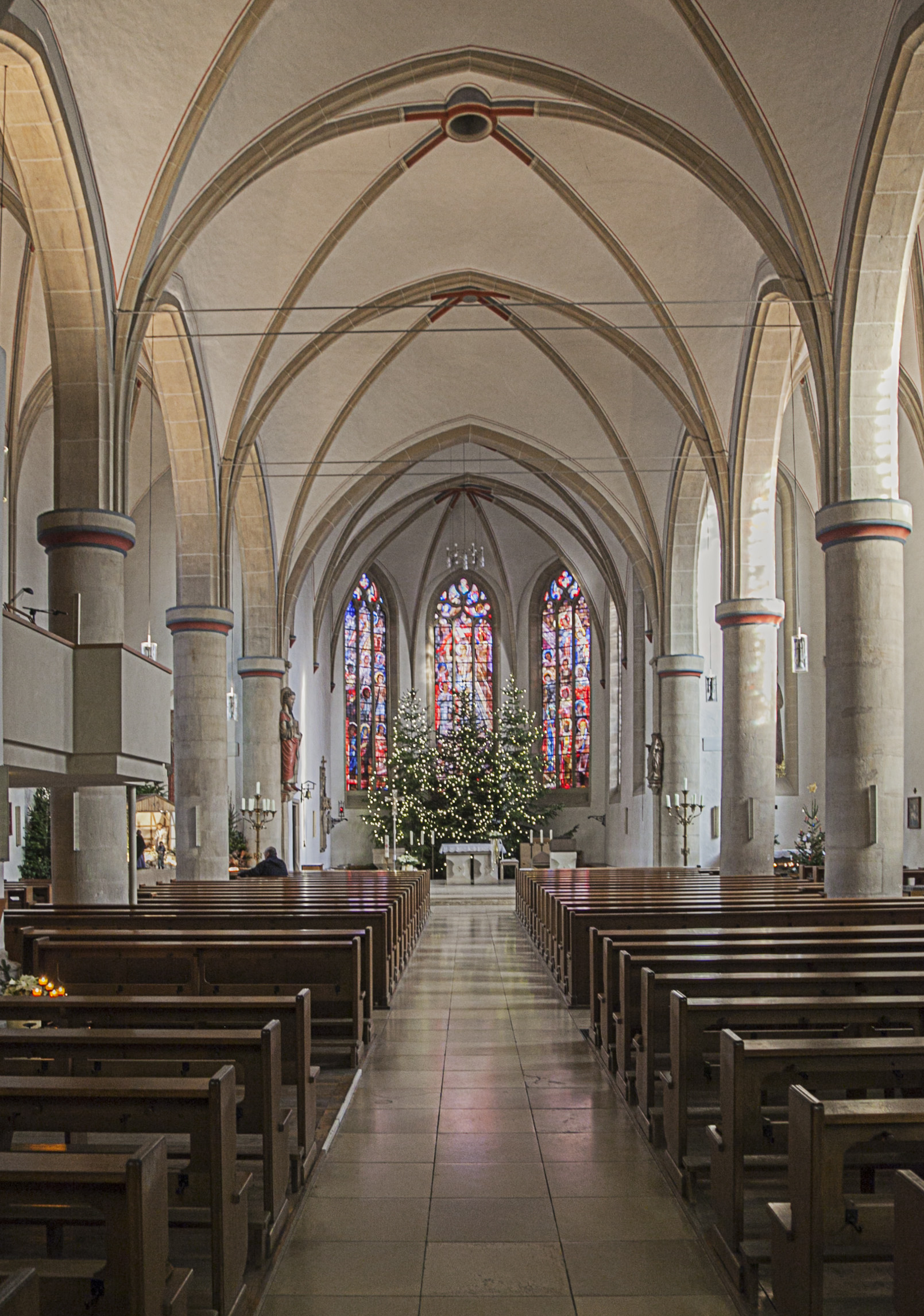
Interieur van deze kerk in de kersttijd
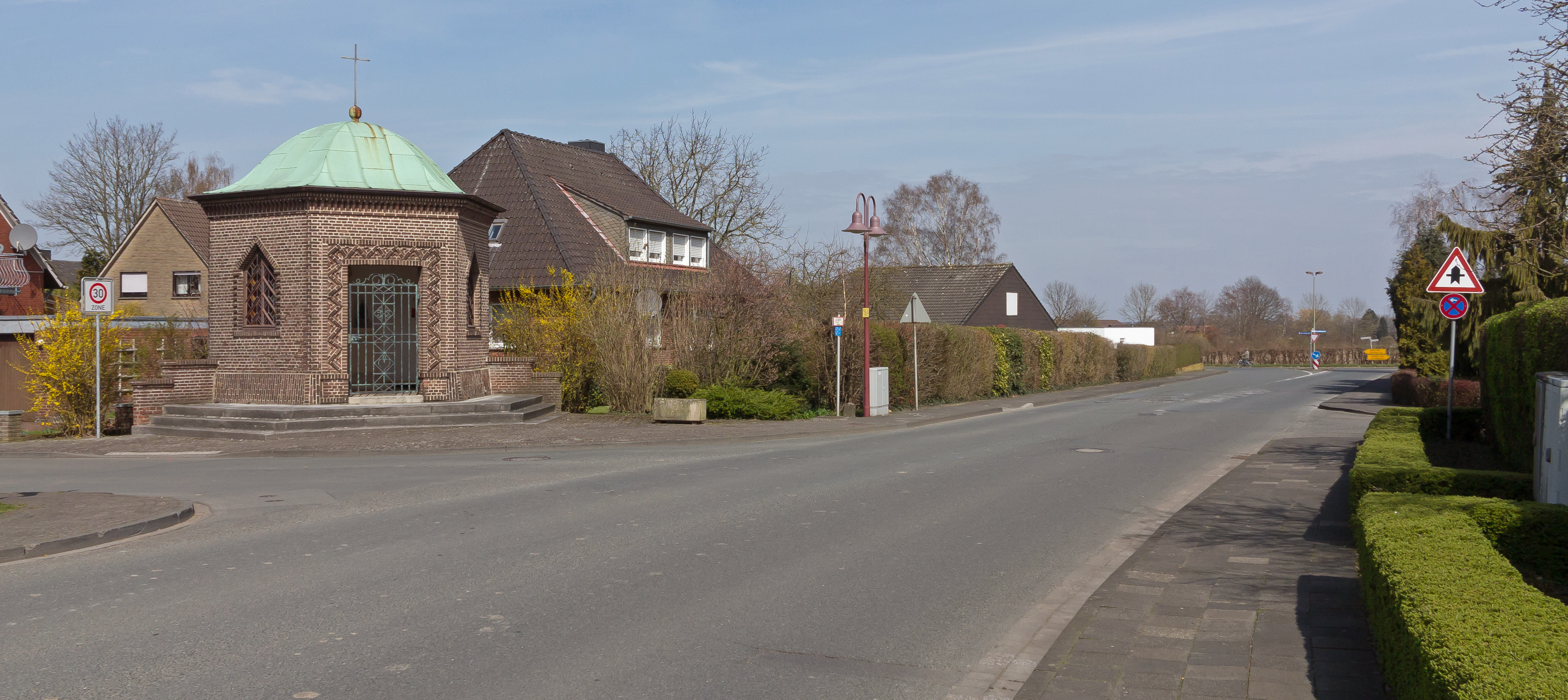
Laer, kapel in de straat
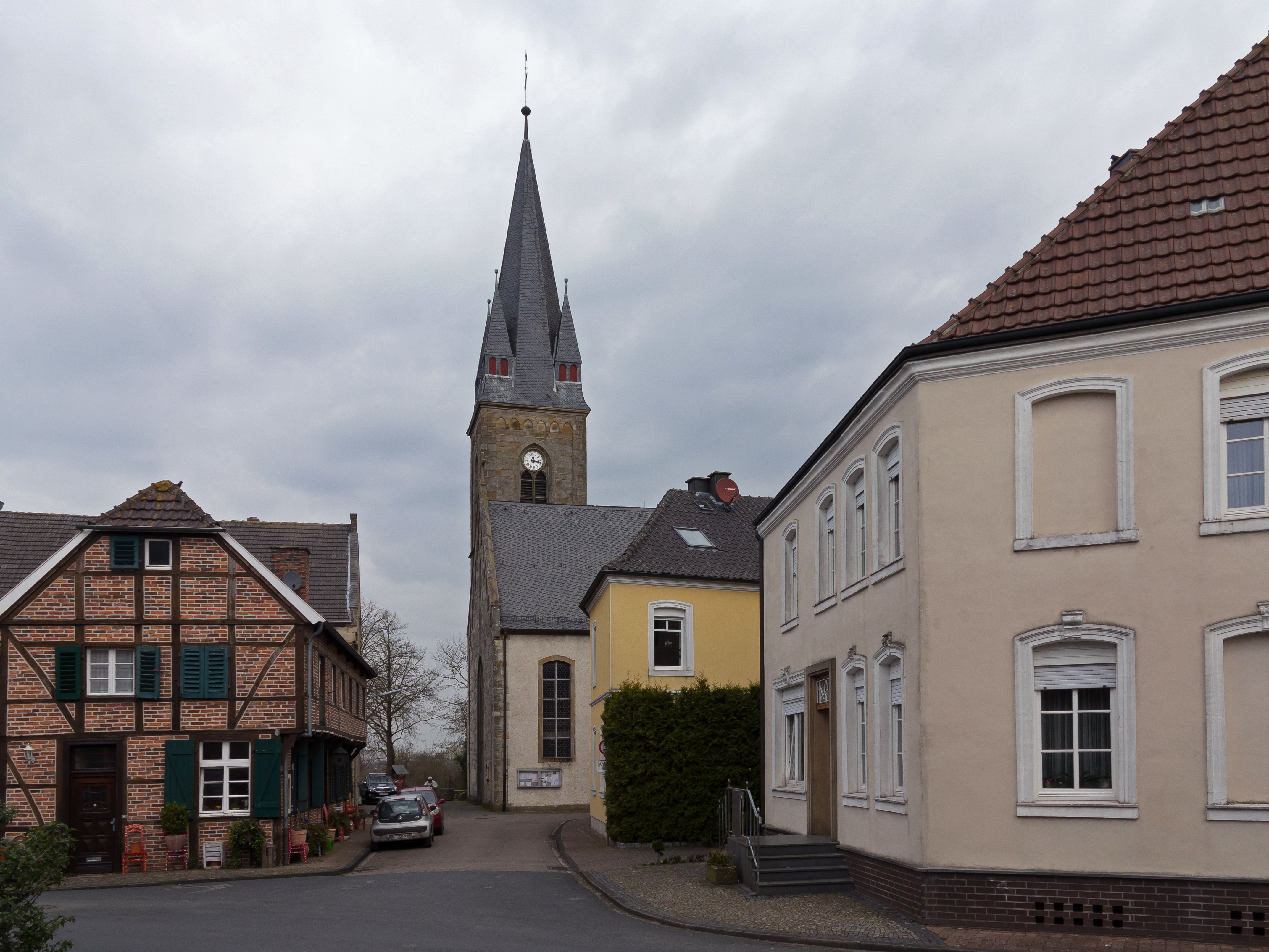
Holthausen, R.K. Mariakerk (1787)
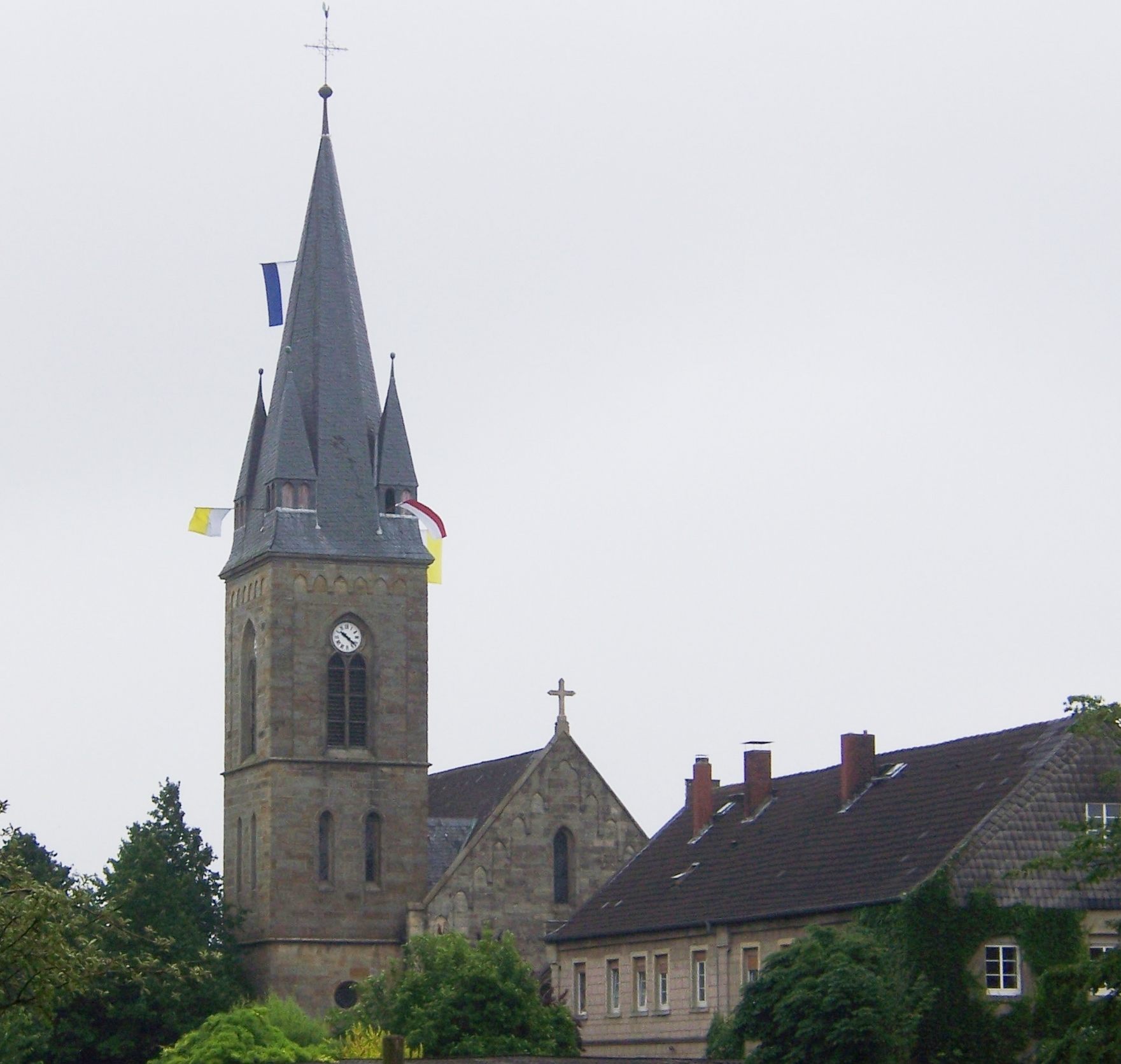
R.K. Mariakerk, Holthausen (2)
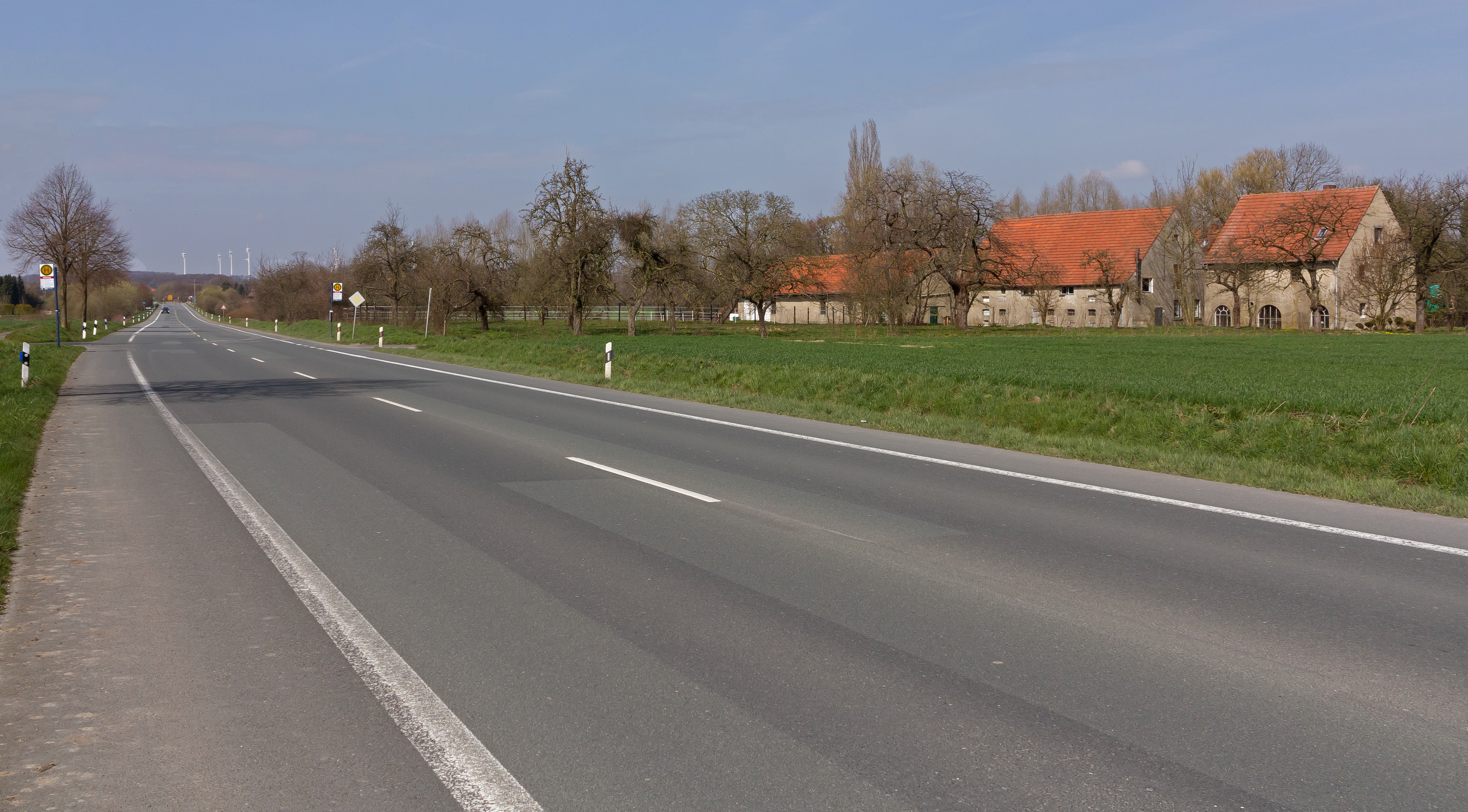
Altenburg[2], straatzicht lokale weg

## Partnerschappen
Er bestaan jumelages met:
- Badersleben, Saksen-Anhalt
- Guénange, Frankrijk

Altenberge · Emsdetten · Greven · Hopsten · Hörstel · Horstmar · Ibbenbüren · Ladbergen · Laer · Lengerich · Lienen · Lotte · Metelen · Mettingen · Neuenkirchen · Nordwalde · Ochtrup · Recke · Rheine · Saerbeck · Steinfurt · Tecklenburg · Westerkappeln · Wettringen